# Macroxiphus
Macroxiphus is een geslacht van rechtvleugeligen uit de familie sabelsprinkhanen (Tettigoniidae). De wetenschappelijke naam van dit geslacht is voor het eerst geldig gepubliceerd in 1888 door Alphonse Pictet.

## Soorten
Het geslacht Macroxiphus omvat de volgende soorten:
- Macroxiphus globiceratus Vickery & Kevan, 1999
- Macroxiphus nasicornis Pictet, 1888
- Macroxiphus sumatranus Haan, 1842